# Botanophila nyamgasana
Botanophila nyamgasana este o specie de muște din genul Botanophila, familia Anthomyiidae. A fost descrisă pentru prima dată de Fritz Isidore van Emden în anul 1941.
Este endemică în Uganda. Conform Catalogue of Life specia Botanophila nyamgasana nu are subspecii cunoscute.